# Aloe spicata x vryheidensis
Aloe spicata x vryheidensis é uma espécie de liliopsida do gênero Aloe, pertencente à família Asphodelaceae.